# Ogyges aluxi
Ogyges aluxi là một loài bọ cánh cứng trong họ Passalidae. Loài này được Schuster, Cano & Boucher miêu tả khoa học năm 2005.